# 24353 Patrickhsu
24353 Patrickhsu è un asteroide della fascia principale. Scoperto nel 2000, presenta un'orbita caratterizzata da un semiasse maggiore pari a 3,0806819 UA e da un'eccentricità di 0,0903288, inclinata di 9,20563° rispetto all'eclittica.
È stato intitolato a Patrick David Hsu (1992), studente premiato nel 2008 al concorso internazionale Intel per la scienza e l'ingegneria.